# Miss Kosovo

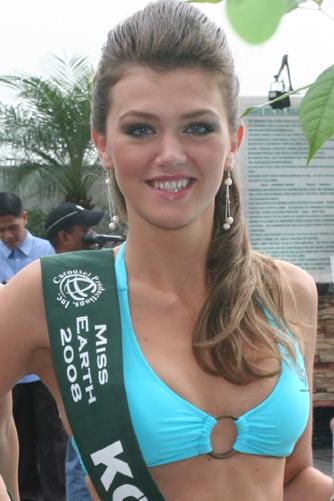
Yllka Berisha, Miss Kosovo 2007

Miss Kosovo ist ein Schönheitswettbewerb für unverheiratete Frauen im Kosovo. Im Inland heißt er Miss Kosova und findet seit 1994 statt. In den Jahren 2004 und 2005 wurde er jedoch nicht durchgeführt.
Die Siegerinnen haben bereits zweimal erfolgreich auch an der Wahl zur Miss Albanien teilgenommen: Venera Mustafa errang 1999 beide Titel. Agnesa Vuthaj wurde 2003 Miss Kosovo und 2004 Miss Albanien. Als solche nahm sie 2004 an der Miss World und 2005 an der Miss Universe teil.
Bereits vor der Unabhängigkeitserklärung vom 17. Februar 2008 nahmen Kandidatinnen aus dem Kosovo an der Miss Earth teil: 2002 Mirjeta Zeka und 2003 Teuta Hoxha. 2024 wurde Eltina Thaqi Miss Earth Kosovo.

## Siegerinnen
| Jahr | Miss Kosovo       |
| ---- | ----------------- |
| 1994 | Afërdita Paçarada |
| 1995 | Blerta Syla       |
| 1996 | Diellza Kollgeci  |
| 1997 | Adelina Ismajli   |
| 1999 | Venera Mustafa    |
| 2000 | Mimoza Harxhi     |
| 2001 | Albina Hashani    |
| 2002 | Njomëza Rozhaja   |
| 2003 | Agnesa Vuthaj     |
| 2006 | Besa Gashi        |
| 2007 | Yllka Berisha     |
| 2008 | Kaqusha Thaçi     |
| 2009 | Elza Marku        |
| 2010 | Morena Taraku     |
| 2011 | Nora Asani        |
| 2012 | Ajshe Babatinca   |
| 2013 | Mirjeta Shala     |
| 2014 | Artnesa Krasniqi  |
| 2018 | Zana Berisha      |
| 2019 | Fatbardha Hoxha   |
| 2020 | Blerta Veseli     |
| 2021 | Blerta Veseli     |
| 2022 | Roksana Ibrahimi  |
| 2023 | Arbesa Rrahmani   |